# Verzorgingsplaats Zwinderscheveld
Verzorgingsplaats Zwinderscheveld is een Nederlandse verzorgingsplaats, gelegen aan de noordzijde van de A37 in de richting Meppen-Hoogeveen tussen afritten 3 en 2 in de gemeente Coevorden.
Aan de andere kant van de snelweg ligt verzorgingsplaats Groote Veldblokken.
Richting Meppen: Groote Veldblokken · Oosterveen
Richting Hoogeveen: Zwinderscheveld